# Clive Barker
Clive Barker (Liverpool, 5 oktober 1952) is een Engelse auteur, filmregisseur en kunstschilder.
Barker is een van de meest toonaangevende auteurs van het horror en fantasy genre. Hij begon zijn carrière als schrijver van pure horror romans en korte verhalen (verzameld in Boeken van Bloed deel 1 tot 6). Later evolueerde hij meer naar het moderne epische fantasy genre, met als voorlopig hoogtepunt Imajica (1991).

## Biografie
Op de middelbare school raakte Barker bevriend met Doug Bradley, de latere Pinhead. Aan de Liverpool University studeerde hij Engelse literatuur en filosofie. Eigenlijk wilde hij niets liever dan aan de kunstacademie studeren en schilder worden, maar daar zagen zijn ouders geen heil in. Toch zette hij door en volbracht zijn studies met succes. Tijdens zijn studententijd hield hij zich bezig met studententoneel.
Na zijn afstuderen vertrok Barker naar Londen om zijn geluk in het theater te beproeven. Maar omdat hij in het theater niet veel verdiende moest hij leven van een werkloosheidsuitkering. Toen hij de leeftijd van dertig naderde, vertelde men hem zelfs dat hij nooit werk zou vinden met zijn diploma in filosofie.
Zijn geluk keerde toen hij via een theateragent enkele verhalen aan een uitgever liet zien. Deze vroeg hem onmiddellijk of hij nog meer kon leveren. In 1984 verschenen de eerste drie delen van de Boeken van bloed (Books of Blood) en het jaar daarop verscheen zijn eerste roman The Damnation Game (Duivelsspel). Ook in 1985 verschenen de drie volgende delen van zijn Boeken van bloed.
Dit was het begin van een rijke carrière, maar Barker beperkte zich niet tot het schrijverschap: hij regisseerde een paar films waaronder Hellraiser (gebaseerd op zijn boek The Hellbound Heart), houdt zich nog steeds bezig met toneel en is een productief schilder. 
Hij houdt er niet van als men hem als horror-auteur bestempelt, maar ziet zichzelf eerder als een schrijver van imaginaire fictie.
Verder leende Barker zijn naam aan enkele computerspellen, zoals Clive Barker's Undying (horror-shooter) en Clive Barker's Jericho.

### Romans
- (1985) The Damnation Game (Duivelsspel)
- (1986) The Hellbound Heart (Hellehart)
- (1987) Weaveworld (Weefwereld)
- (1988) Cabal (Kabal - Wezens van de nacht)
- (1989) The Great and Secret Show (De grote geheime show) (eerste "Book of the Art")
- (1991) Imajica (Imagica)
- (1992) The Thief of Always (De dief van altijd)
- (1994) Everville (Everville) (tweede "Book of the Art")
- (1996) Sacrament (Sacrament)
- (1998) Galilee
- (2001) Coldheart Canyon: A Hollywood Ghost Story
- (2001) Tortured Souls (novelle)
- (2002) Abarat (eerste deel van het Abarat Quartet)
- (2004) Abarat: Days of Magic, Nights of War (tweede deel van het Abarat Quartet)
- (2011) Abarat: Absolute Midnight (derde deel van het Abarat Quartet)
- (2015) The Scarlet Gospels (vervolg op The Hellbound Heart)

### Collecties kortverhalen
- (1984-1985) Books of Blood (vol. 1 tot 6 verschenen in 1984 en 1985; vol. 4 tot 6 verschenen als Cabal, In the Flesh en The Inhuman Condition.)
- (1985) Cabal (niet te verwarren met de roman)
- (1987) In the Flesh
- (1987) The Inhuman Condition
- (1990) Clive Barker, Illustrator
- (1992) Illustrator II: The Art of Clive Barker
- (1995) Incarnations: Three Plays
- (1996) Forms of Heaven: Three Plays

## Filmografie

### Regie
- 1987 - Hellraiser
- 1990 - Nightbreed
- 1995 - Lord of Illusions
- 1998 - Clive Barker's Salomé & The Forbidden

### Scenario
- 1985 - Underworld
- 1986 - Rawhead Rex
- 1987 - Hellraiser (verhaal boek)
- 1988 - Hellbound: Hellraiser II
- 1990 - Nightbreed
- 1992 - Hellraiser III: Hell on Earth (personages)
- 1992 - Candyman (verhaal boek)
- 1995 - Candyman: Farewell to the Flesh
- 1995 - Lord of Illusions
- 1997 - Quicksilver Highway
- 1998 - Clive Barker's Salomé & The Forbidden
- 2002 - Saint Sinner